# Palais Lanna

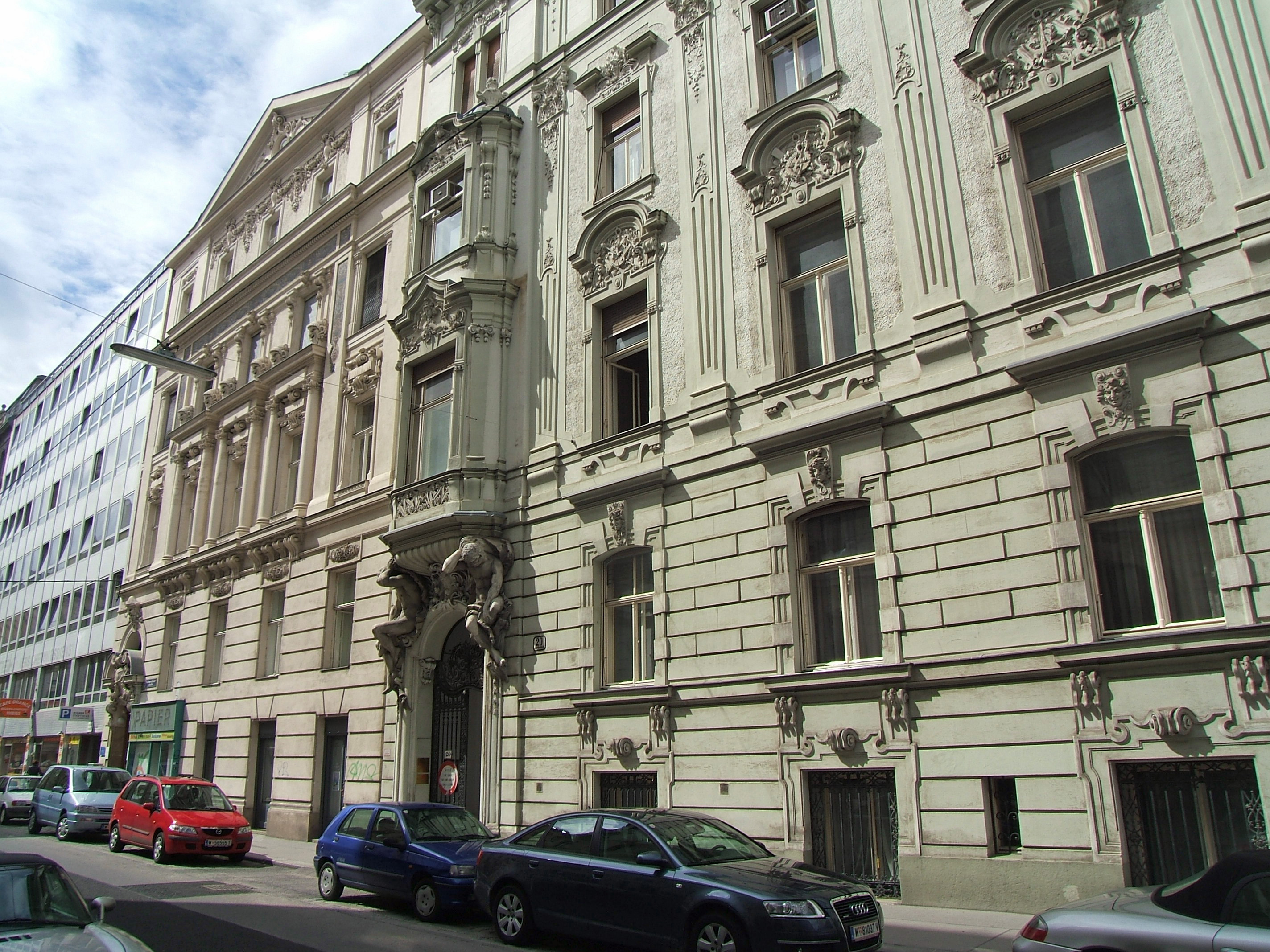
Palais Lanna

Das Palais Lanna befindet sich im 4. Wiener Gemeindebezirk Wieden, Argentinierstraße 20.

## Geschichte
Das Palais Lanna wurde 1895 von Ernst von Gotthilf für den böhmischen Industriellen Adalbert Freiherr von Lanna, dem Sohn von Karl Adalbert Lanna errichtet.
Nach der Jahrhundertwende war es im Besitz von Henriette Amalie Lieser und wurde nach der Machtergreifung der Nationalsozialisten arisiert.

## Beschreibung
Das Wohnpalais ist ein Frühwerk Gotthilfs und ist noch durch stark neobarocke Formen geprägt. Eine gequaderte Sockelzone mit gerahmten Souterrainfenstern und segmentbogenförmigen Fenstern im Erdgeschoß mit Agraffen und gerader Fensterverdachung wird dominiert von einem seitlichen Rundbogenportal. Atlanten tragen einen zweigeschoßigen Erker. Seitliche, flache Risalite und korinthische Riesenpilaster zwischen den Fensterachsen betonen die Senkrechte. Reicher barockisierender Bauschmuck über den Fensterstürzen, ein durchgehendes Sohlbankgesims im obersten Geschoß und ein vorkragendes Kranzgesims vervollständigen die Fassade.